# Смешанная парная сборная Израиля по кёрлингу
Смешанная парная сборная Израиля по кёрлингу — смешанная национальная сборная команда (составленная из одного мужчины и одной женщины), представляет Израиль на международных соревнованиях по кёрлингу. Управляющей организацией выступает Федерация кёрлинга Израиля (ивр. התאחדות הקרלינג בישראל‎, англ. Israel Curling Federation).

## Результаты выступлений

### Чемпионаты мира
| Год       | Игры           | Победы         | Поражения      | Место          | Состав                                          |
| --------- | -------------- | -------------- | -------------- | -------------- | ----------------------------------------------- |
| 2008—2015 | не участвовали | не участвовали | не участвовали | не участвовали | не участвовали                                  |
| 2016      | 6              | 1              | 5              | 33             | Леонид Ривкинд, Rachel Katzman                  |
| 2017      | 7              | 2              | 5              | 26             | Леонид Ривкинд, Rachel Katzman                  |
| 2018      | 7              | 1              | 6              | 37             | Элана Соне, Леонид Ривкинд, Simon Pack (тренер) |

(данные отсюда:)